# Нансемонд
Нансемонд — река в штате Вирджиния (США), приток реки Джеймс. Длина реки составляет 31,9 км.
Реку пересекает федеральная трасса 17, проходящая по мосту Нансемонд. Как и снесённый в 2008 году старый мост, ко которому проходила трасса 125, мост Нансемонд является платным.
Река проходит вблизи деловой части Саффолка. В прошлом по ней проходила северная граница города.
Весной 1863 во время осады Саффолка на берегах реки произошло несколько сражений.
С 1878 по 1980 год в месте слияния реки с Джеймс-Ривер располагался маяк Нансемонд.
Кроме моста Нансемонд, на реке построено два других моста: на трассе 58 близ Уилрой-Роуд и в деловой части Суффолка.
Одна из трёх средних школ Суффолка носит название средняя школа Нансемонд-Ривер.